# Titularbistum Verinopolis
Verinopolis (ital.: Verinopoli (Uranopolis)) ist ein Titularbistum der römisch-katholischen Kirche.
Es geht zurück auf ein früheres Bistum in der römischen Provinz Galatia in der heutigen Zentraltürkei, das der Kirchenprovinz Ancyra angehörte.
| Titularbischöfe von Verinopolis |                                   |                                                                                             |                    |                    |
| Nr.                             | Name                              | Amt                                                                                         | von                | bis                |
| 1                               | Ludovico Alvares de Figueiredo    | Weihbischof in Braga (Königreich Portugal)                                                  | 5. Oktober 1716    | 21. Februar 1725   |
| 2                               | Eugénio Trigueiros OSA            | Koadjutorbischof in Macau (China)                                                           | 21. Februar 1725   | 20. September 1735 |
| 3                               | Johann Franz Riccius              | Weihbischof in Straßburg (Königreich Frankreich)                                            | 11. Oktober 1739   | 12. Mai 1756       |
| 4                               | Jan Stefan Giedroyć               | Weihbischof in Vilnius (Polen-Litauen)                                                      | 22. August 1763    | 22. April 1765     |
| 5                               | Ignacy Błażej Franciszek Krasicki | Koadjutorbischof von Ermland (Fürstbistum Ermland)                                          | 1. Dezember 1766   | 15. Dezember 1766  |
| 6                               | Krzysztof Hilary Szembek          | Koadjutorbischof von Chelmno, Koadjutorbischof von Płock (Polen-Litauen)                    | 29. September 1767 | 2. Oktober 1784    |
| 7                               | Józef Olechowski                  | Weihbischof in Krakau (Polen-Litauen/Kaisertum Österreich/Herzogtum Warschau)               | 3. April 1786      | 18. Januar 1809    |
| 8                               | Joseph William Hendren OFM        | Apostolischer Vikar von Western District (Vereinigtes Königreich Großbritannien und Irland) | 28. Juli 1848      | 29. September 1850 |
| 9                               | Johannes Kistemaker               | Apostolischer Vikar von Curaçao (Niederländische Antillen)                                  | 17. Dezember 1860  |                    |
| 10                              | Thomas J. McRedmond               | Koadjutorbischof von Killaloe (Vereinigtes Königreich Großbritannien und Irland)            | 14. Dezember 1889  | 19. Juni 1891      |
| 11                              | Rogatien-Joseph Martin            | Apostolischer Vikar der Marquesas-Inseln (Französisch-Polynesien)                           | 3. Juni 1892       | 27. Mai 1912       |
| 12                              | Raymond Dominique Carrerot OP     | Prälat von Santíssima Conceição do Araguaia (Brasilien)                                     | 26. August 1912    | 30. Juli 1920      |
| 13                              | Silvino Ramírez y Cuera           | Apostolischer Vikar von Niederkalifornien (Mexiko)                                          | 19. Juni 1921      | 15. September 1922 |
| 14                              | Jean-Marie Cessou SMA             | Apostolischer Vikar von Togo (Französisch-Togo und Britisch-Togoland)                       | 20. März 1923      | 3. März 1945       |
| 15                              | John Thomas Toohey                | Koadjutorbischof von Maitland (Australien)                                                  | 11. März 1948      | 4. März 1956       |
| 16                              | Serafím Fernandes de Araújo       | Weihbischof in Belo Horizonte (Brasilien)                                                   | 19. Januar 1959    | 22. November 1982  |